# Джо Ван Фліт
Джо Ван Фліт (англ. Jo Van Fleet; *30 грудня 1915, Окленді, Каліфорнія — †10 червня 1996, Нью-Йорк) — американська акторка театру та кіно, володарка премії «Оскар». Одна з восьми акторок в історії світового кіно, яка отримала нагороду за дебютну роль другого плану.

## Біографія
Джо Ван Фліт народилася 30 грудня 1915 в Окленді, Каліфорнія. 
У 1946 Ван Фліт одружилася з Вільямом Беілзом, народила сина Майкла, і була з чоловіком до його смерті в 1990. 
Джо Ван Фліт померла 10 червня 1996 в Нью-Йорку у віці 80 років.

## Кар'єра
Акторську кар'єру почала в 1946 на Бродвеї. У 1954 удостоєна премії «Тоні» зо роль в постановці «Поїздка в Баунтіфул», де грала разом з Ліліан Гіш і Евою Марі Сейнт. Перша роль в кіно — в 1955 у фільмі «На схід від раю», де грала матір персонажа Джеймса Діна. Саме ця дебютна роль принесла їй премію «Оскар» як найкращій акторці другого плану. Надалі знялася в таких фільмах, як «Татуйована троянда» (1955), «Дика річка» (1960), «Мешканець» (1976) та інших.
За свій внесок у кіномистецтво Джо Ван Фліт удостоєна зірки на Голлівудській Алеї Слави.

## Вибрана фільмографія
- 1955 — На схід від раю — Кейт
- 1955 — Татуйована троянда — Бессі
- Я буду плакати завтра (1955) — Кеті Рот
- Король і чотири королеви (1956) — Мама МакДейд
- Перестрілка в О. К. Коррал (1957) — Кейт Фішер
- Дика річка (1960) — Елла Гарт
- 1967 : Холоднокровний Люк (Cool Hand Luke) — Арлета, мати Люка
- Холоднокровний Люк (1967) — Арлетта
- Банда, що не вмів стріляти (1971) — Велика матуся
- Мешканець (1976) — Мадам Діоз
- Захопити день (1986) — Місіс Ейнхор

## Нагороди
- 1956 — Премія «Оскар» — найкраща жіноча роль другого плану, за фільм «На схід від раю»
- 1954 — Премія «Тоні» — найкраща жіноча роль в п'єсі, за п'єсу «Поїздка в Баунтіфул»

## Фільмографія
- 1955 — Я буду плакати завтра